# أحداث الثورة الكوبية (كتاب)
كتاب أحداث الثورة الكوبية (بالإسبانية: Reminiscences of the Cuban Revolutionary War)‏ عبارة عن ترجمة ذاتية بقلم الثوري الماركسي إرنستو تشي غيفارا واضعاً فيه خبرته ودورسه من تجربته في قيام وأحداث الثورة الكوبية (1956 - 1958) التي لفظت نظام بابتيستا الدكتاتوري. تم نشره أول مرة في عام 1963 وكان تكميلاً لسلسلة مقالات كتبها غيفارا ونشرها في مجلة القوات الثورية الكوبية المسلحة الاسبوعية (فيردي أوليفو). كما كان الكتاب المرجع الأساسي لسيناريو أحداث فيلم تشي عام 2008 من بطولة بينيسيو ديل تورو.